# José Fernando Peixoto de Azevedo

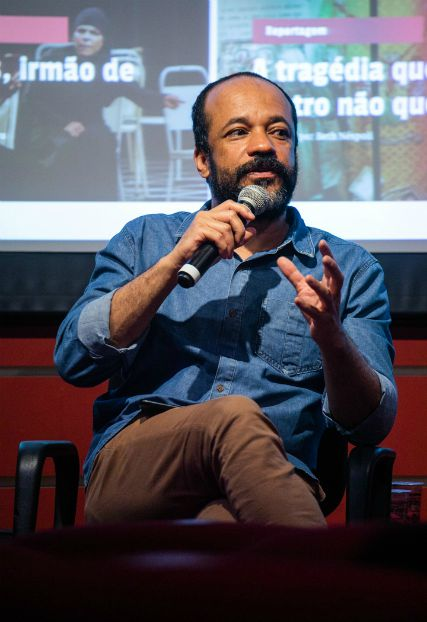
José Fernando Peixoto de Azevedo em palestra no 24° Encontro com o Espectador - 2018 - Atividade do teatrojornal.com.br/ no Itaú Cultural.

José Fernando Peixoto de Azevedo é dramaturgo e diretor de teatro, pesquisador, curador, ensaísta, professor. Nasceu em São Paulo, em 29 de Julho de 1974. Cursou cinema na FAAP e graduou-se em filosofia pelo Departamento de Filosofia da Faculdade de Filosofia, Letras e Ciências Humanas da Universidade São Paulo, onde também realizou seu doutorado, sob orientação de Paulo Eduardo Arantes, com o título “Brecht: experiência e engajamento”.  Desde 2004 é professor-orientador de arte dramática (e foi também diretor) da Escola de Arte Dramática da Escola de Comunicações e Artes da USP.  Na mesma unidade, colaborou como professor no Curso Superior do Audiovisual e é professor-orientador no Programa de Pós-Graduação em Artes Cênicas.
Foi um dos fundadores do Teatro de Narradores (1997-2016), do qual  foi  diretor artístico, dramaturgo e encenador. Escreveu e dirigiu peças com o grupo de teatro negro Os Crespos (direção e dramatugria: Ensaio sobre Carolina; Além do Ponto;  dramaturgia: Cartas a Madame Satã, ou me desespero sem notícias suas; supervisão de direção: Alguma coisa a ver com uma Missão);  além de trabalhos com outros artistas e coletivos.
Em 2022, a partir da encenação de Ensaio sobre o terror, criou, em parceria com Rodrigo Scarpelli e Thainá Muniz, a SOCIEDADE ARMINDA, uma plataforma de trabalho teatral com parcerias que se desdobram com diversos  artistas interdisciplinares.
Tem realizado trabalhos e palestras na Alemanha, como no Teatro Ballhaus Naunynstrasse/Berlim, no SipelArt Festival/Munique e outros; e em países como Portugal e Espanha. Criou, no trânsito São Paulo-Berlim, em parceria com a atriz Mariana Senne, o projeto-plataforma Chanchada Machine.
É coordenador da Coleção Encruzilhada, pela Editora Cobogó, que tem publicado autoras/autores como Denise Ferreira da Silva, Leda Maria Martins, Jota Mombaça, Michel-Rolph Trouillot, Aimé Césaire.
Foi curador-colaborador em Festivais como Mostra Internacional de Teatro de São Paulo/MITsp (Olhares Críticos) e Festival Internacional de São José do Rio Preto (Ações Pedagógicas).
Como pesquisador e ensaísta, tem trabalhado acerca das relações entre teatro e capitalismo, teatro e filosofia, a experiência colonial e formas do teatro negro.

## Encenações mais recentes
- 2024 Depois do ensaio, Nora, Persona
- 2023 Ensaio sobre o terror
- 2023 Dois perdidos numa noite suja - Delivery (texto de Plínio Marcos)
- 2022 Um inimigo do povo
- 2019 - As mãos sujas (texto de Jean Paul Sartre)
- 2018 - Navalha na carne negra (texto de Plínio Marcos)

## Prêmios, indicações
- 2024 Prêmio Shell - Depois do ensaio, Nora, Persona - Indicação, categoria Direção
- 2023 Prêmio Shell - Ensaio sobre o terror - Indicação, categoria Direção
- 2023 APCA - Ensaio sobre o terror - Indicação, categoria Espetáculo
- 2022 Prêmio Shell - Um inimigo do povo - Indicação, categoria Direção [além da indicação de Clara Carvalho na categoria atriz]
- 2022 APCA - Um inimigo do povo - Indicação de Rogério Brito, na categoria Ator]
- 2019 APCA - As mãos sujas - Indicação, categoria Espetáculo
- 2019 Prêmio Beatriz Nascimento/Clôvis Moura - pela Rede Antirracista Quilombação
- 2013 Prêmio Cooperativa Paulista de Teatro - (Teatro de Narradores) A resistível ascensão de Arturo Ui - Inidcações, categorias Espetáculo de Rua; Elenco e Projeto Visual]
- 2011 Prêmio Shell - (Teatro de Narradores) Cidade Fim Cidade Coro Cidade Reverso - Indicação, categoria Direção [+Lucienne Guedes]
- 2011 Prêmio Cooperativa Paulista de Teatro - (Teatro de Narradores) Cidade Fim Cidade Coro Cidade Reverso -- Categoria Espetáculo em Espaço Alternativo
- 2010 Prêmio Shell - (Teatro de Narradores) Cidade Desmanche - Indicação, categoria Autor.
- 2010 Prêmio Cooperativa Paulista de Teatro - (Teatro de Narradores) Cidade Desmanche - categoria Espetáculo em Espaço Alternativo [além da indicação da categoria Dramaturgia]